# Arbejdsløs - Danmark 1983
Arbejdsløs - Danmark 1983 er en dansk dokumentarfilm fra 1983 instrueret af Ib Makwarth.

## Handling
En dokumentarfilm, som tager fat på at beskrive de personlige følger af arbejdsløsheden. Der sættes fokus på mennesker, hvis liv er blevet stærkt præget af en tid med ledighed. Helt unge fortæller om fremtidsperspektivet, og voksne, der har været i arbejde, interviewes om deres situation.